# KRI Nanggala (402)
Il KRI Nanggala (402) è stato un sottomarino della marina militare indonesiana, uno dei due sottomarini appartenente alla classe Cakra.
Il 21 aprile 2021 è affondato nelle acque a nord di Bali durante un'esercitazione di lancio siluri SUT.

## Storia
Il sottomarino è stato ordinato nel 1977 e ha iniziato il suo servizio nel 1981. Il battello è stato utilizzato per diverse operazioni di raccolta di informazioni, in particolare modo nell'oceano Indiano, a Timor Est e nel Nunukan. Oltre a ciò, è stato impiegato anche per esercitazioni navali, a volte insieme alla USS Oklahoma City. Il battello è stato sottoposto a due aggiornamenti, il primo nel 1989 e un secondo nel 2012. Quest'ultimo ha introdotto alcuni importanti cambiamenti nella struttura dello scafo e nell'armamento.
Il KRI Nanggala è risultato disperso il 21 aprile 2021, mentre stava conducendo un'esercitazione di lancio dei siluri. Il 24 aprile 2021 le autorità indonesiane riferiscono di aver trovato detriti appartenenti al sottomarino, accertando quindi il suo affondamento. Il relitto è stato rinvenuto ad una profondità di circa 850 metri, spezzato in tre tronconi.